# Rhytidoponera micans
Rhytidoponera micans é uma espécie de formiga do gênero Rhytidoponera.